# Kill (Album)
Kill ist das zehnte Studioalbum der US-amerikanischen Death-Metal-Band Cannibal Corpse, veröffentlicht am 21. März 2006. Das Album wurde in den Mana Recording Studios von Hate-Eternal-Gitarrist Erik Rutan produziert.

## Cover
Kill konnte mit einem weltweit einheitlichen Cover veröffentlicht werden, da es das bislang einzige Cannibal-Corpse-Album ist, für dessen Original-Cover vollständig auf Gewalt, Zombies, Gedärme oder Blut verzichtet wurde, da die Musik und nicht das Album-Cover an erster Stelle stehen sollte. Es ist auch das einzige Cover, das nicht von Vince Locke gestaltet wurde, da die Band mit dem Original-Artwork, das sich nun im CD-Inlay befindet, unzufrieden war.

## Erfolge
Kill erreichte Platz 170 der Billboard-200-Charts und Platz 59 der deutschen Album-Charts.

## Titelliste
1. „The Time to Kill Is Now“ (Alex Webster) – 2:03
2. „Make Them Suffer“ (Paul Mazurkiewicz, Pat O’Brien) – 2:50
3. „Murder Worship“ (Webster) – 3:56
4. „Necrosadistic Warning“ (Webster) – 3:28
5. „Five Nails Through the Neck“ (Webster) – 3:45
6. „Purification by Fire“ (Mazurkiewicz, O’Brien) – 2:57
7. „Death Walking Terror“ (Webster) – 3:31
8. „Barbaric Bludgeonings“ (Rob Barrett) – 3:42
9. „The Discipline of Revenge“ (Webster) – 3:39
10. „Brain Removal Device“ (Mazurkiewicz, O’Brien) – 3:14
11. „Maniacal“ (Webster) – 2:12
12. „Submerged in Boiling Flesh“ (Mazurkiewicz) – 2:52
13. „Infinite Misery“ (Instrumental) (O’Brien) – 4:01

## Videos
Musikvideos wurden zu den Liedern „Make Them Suffer“ und „Death Walking Terror“ produziert.